# Abrud
Abrud (llatí: Abruttus; hongarès: Abrudbánya; alemany: Großschlatten) és una ciutat a la part nord-oest del comtat d'Alba, Transsilvània, Romania, situada al riu Abrud. Administra tres pobles: Abrud-Sat (Abrudfalva), Gura Cornei (Szarvaspataktorka) i Soharu (Szuhár).
Segons el cens de 2011 hi havia una població total de 4.944 persones vivint en aquesta comuna. D'aquesta població, el 96,66% són d'ètnia romanesa, el 0,86% són d'ètnia hongaresa i el 0,53% d'ètnia romaní.

## Nom
Encara que només es va registrar per primera vegada l'any 1271 amb la forma terra Obruth, el nom de la ciutat podria haver derivat d'una suposada (no documentada) paraula dacia per a or, *obrud. El nom modern de la ciutat reflecteix un característic canvi de vocal (de o a a) de la llengua hongaresa medieval.

## Història

### Antiguitat
Els romans van aixecar aquí una petita fortificació al segle ii i abandonada al segle iii.

## Edat mitjana
Abrud es va registrar per primera vegada l'any 1271 a terra Obruth. Va guanyar l'estatus de ciutat l'any 1427.

### Revoltes delseglexviii
El 1727, els líders d'una revolta van prendre el control de la ciutat. Una altra revolta dels serfs va començar a la zona el 1784 amb Horea, Cloșca i Crișan com a líders lluitant contra les forces imperials austríaques, Abrud va ser capturat pels membres de la revolta el 6 de novembre, abans que la revolta fos aixafada per l'exèrcit austríac.

### Revolució de 1848
Durant la revolució hongaresa de 1848, a Abrud van tenir lloc negociacions entre els líders dels camperols romanesos, encapçalats per Avram Iancu i Ion Dragoș, enviat de Lajos Kossuth, diputat del comtat de Bihar al Parlament de Budapest, pel que fa a la conciliació dels romanesos. i les forces revolucionàries hongareses. El 6 de maig, en violació de l'armistici negociat, el major Imre Hatvani va dur a terme una acció unidireccional sense cap compliment atacant i ocupant Abrud que va desencadenar la massacre d'Abrud. Hatvani també es va embarcar en assassinats innecessaris, va penjar l'advocat romanès Ioan Buteanu, mentre que els seus soldats borratxos massacraven el prefecte Petru Dobra. En les dues setmanes següents, 88 romanesos van ser assassinats a la plaça central, i uns 2500 hongaresos van ser assassinats per venjança per l'exèrcit d'Iancu a Abrud i a Roșia Montană ; Dragoș també va ser assassinat, sent considerat un traïdor. L'escalada del conflicte no va poder ser resolta, Abrud va ser conquerida i perduda diverses vegades per les tropes hongareses, fins que el 18 de maig es van retirar a Arad.

## Clima
Abrud té un clima continental humit (Cfb a la classificació climàtica de Köppen).